# Ecyrus hirtipes
Ecyrus hirtipes är en skalbaggsart som beskrevs av Charles Joseph Gahan 1895. Ecyrus hirtipes ingår i släktet Ecyrus och familjen långhorningar.
Artens utbredningsområde är:
- Bahamas.
- Kuba.
- Haiti.
- Guadeloupe.
- Dominica.
- Martinique.

Inga underarter finns listade i Catalogue of Life.